# Massacre de Kobané
Le massacre de Kobané a lieu pendant la guerre civile syrienne. Le 25 juin 2015, un commando de djihadistes de l'État islamique s'infiltre dans la ville de Kobané et massacre 262 civils.

## Prélude
De juillet 2014 à juin 2015, Kobané et ses environs ont été le théâtre de violents combats entre l'État islamique et les Unités de protection du peuple (YPG) kurdes et leurs alliés. La ville est elle-même envahie par les djihadistes le 6 octobre, mais grâce au soutien des frappes aériennes de la coalition, les Kurdes repoussent les assaillants hors de ses murs le 27 janvier 2015. Kobané devient alors un symbole de la lutte antijihadiste. Les combats se poursuivent dans les villages environnants et le 16 juin 2015, les YPG et l'Armée syrienne libre s'emparent de la ville de Tall Abyad, brisant ainsi le blocus du canton de Kobané,,

## Déroulement
Mais le 25 juin 2015, un groupe de combattants de l'État islamique parvient à mener un raid en plein cœur de Kobané. Une centaine de djihadistes divisés en deux groupes parviennent à s'infiltrer en entrant à l'ouest et au sud de la ville déguisés en combattants des YPG ou de l'Armée syrienne libre,,,.
L'attaque commence par trois attentats-suicides commis à quelques heures d'intervalle près du poste-frontière de Mürşitpınar. La première explosion a lieu vers 5 heures et les autres entre midi et 13 heures locales,. Les combattants de l'EI s'emparent ensuite de plusieurs maisons, tuent des civils et en utilisent d'autres comme boucliers humains. Les YPG envoient alors des renforts et des combats éclatent dans trois secteurs au sud, au sud-ouest et à l'ouest de la ville ; près de l'hôpital, autour du centre culturel, à l'école Mahdate et dans un restaurant,,,.
Une autre attaque est également commise le 25 juin dans le village de Barekh Boutane, près de Sarrin, au sud de Kobané ; 26 civils kurdes, dont des femmes et des enfants, sont massacrés par des hommes de l'État islamique selon l'OSDH,,. Des combats ont également lieu dans ce village, trois combattants kurdes sont tués selon les YPG, ainsi que cinq djihadistes selon l'OSDH,.
Selon Rami Abdel Rahmane, directeur de l'Observatoire syrien des droits de l'homme (OSDH) : « Les djihadistes savent qu’ils ne peuvent pas rester et contrôler la ville face au nombre des forces kurdes. Ils sont venus juste pour tuer et porter un coup moral aux Kurdes ».
Le PYD accuse aussitôt la Turquie de complicité en ayant laissé entrer les djihadistes dans la ville depuis son territoire, tandis que le HDP fait part de ses doutes. Le président Erdoğan rejette ces accusations et condamne les attaques menées par l'EI,. Selon des responsables turcs, l'attaque aurait été lancée depuis la ville de Jarablous, à l'ouest. Le 28 juin, le commandement des YPG affirme que certains assaillants sont venus de Sarrine, au sud, mais confirme que d'autres sont venus du nord, depuis la Turquie.
Les djihadistes prennent 70 civils en otages et se retranchent dans des bâtiments, dont le lycée de la ville, encerclés par les YPG. Le 27 juin, les combattants kurdes reçoivent de nouveaux renforts et reprennent le contrôle de la ville, plusieurs otages parviennent à s'enfuir et une partie des djihadistes réussit également à quitter la ville.

## Bilan humain
Dans un premier bilan donné le jour de l'attaque, l'OSDH affirme que les attentats et les combats ont fait au moins 57 morts, dont 22 djihadistes et 35 Kurdes, civils inclus. Les autorités turques recensent pour leur part quatre morts et 135 blessés dans les hôpitaux de Suruç, ville située de l'autre côté de la frontière.
Le matin du 26 juin, l'OSDH affirme que « selon des sources médicales et des résidents dans la ville de Kobané, 120 civils ont été exécutés et 200 blessés par l'EI dans leurs maisons, tués par les roquettes du groupe ou par ses tireurs embusqués ». L'ONG déclare que l'EI a alors commis l'un de ses « pires massacres » en Syrie,. Le bilan monte ensuite, le matin du 28 juin, à 223 civils tués, dont des femmes et des enfants, ainsi que 79 djihadistes (dont 13 kamikazes), 7 combattants des YPG et 16 miliciens alliés,,. Le 1er juillet, le bilan monte à 37 tués pour les combattants kurdes, dont 21 YPG et 16 Assayech et miliciens locaux. Selon l'OSDH, 12 Kurdes irakiens figurent parmi les djihadistes tués.
De son côté, le commandement des YPG donne également un bilan et déclare, le 28 juin, que 210 civils ont été tués à Kobané, et 23 autres à Barekh Boutane. 14 membres des Assayech, un membre du TEV-DEM (Mouvement pour une société démocratique) et un membre de l'Union de jeunesse du Rojava sont également morts. Les YPG ont eu 21 tués, dont sept dans la ville de Kobané, onze dans la campagne près de la ville et trois à Barekh Boutane. Le nombre des assaillants est estimé entre 80 et 100 : tous ont été tués sauf sept qui sont parvenus à se réfugier en Turquie. L'attaque a également fait 273 blessés.
Un djihadiste égyptien est également fait prisonnier par les Kurdes,.
De son côté, le Centre de documentation des violations en Syrie publie les noms de 262 victimes civiles, dont 67 femmes et 12 enfants. Ce bilan est repris par Amnesty International.

## Vidéographie
- [vidéo] « Pourquoi les jihadistes de l'État islamique (EI) attaquent Kobané à nouveau ? », France 24, 25 juin 2015.
- [vidéo] (en) « Syria: Family Gunned Down by ISIS, témoignage d'une famille de rescapés, recueilli par Human Rights Watch ».